# Robert Borios
Pour les articles homonymes, voir Borios.
Robert Pierre Léon Borios (connu sous le pseudonyme de Blanchard dans la Résistance), né le 25 août 1919 à Toulouse (Haute-Garonne) et  mort fusillé le 1er août 1944 par les Allemands au camp de Souge (Gironde), est un capitaine de gendarmerie à Foix (Ariège), et résistant au sein du corps franc Pommiès de l'Organisation de résistance de l'Armée (ORA) et du mouvement Libérer et Fédérer.

## Biographie

### Jeunesse
Robert Borios naît le 25 août 1919 à Toulouse (Haute-Garonne). Ses parents, Samson Borios (1897-1969) et Yvonne Carrié (1899-1969), sont gérants du grand café Borios, place du Capitole (actuelle brasserie Les Arcades, no 14 place du Capitole). Robert Borios fait ses études au lycée de garçons de Toulouse (actuel lycée Pierre-de-Fermat) et il choisit de faire carrière dans la gendarmerie.

### Résistance
Durant l'Occupation de la France par l'Allemagne pendant la Seconde Guerre mondiale, il renseigne la Résistance et fournit des papiers d’identité à de nombreux Français et Espagnols désireux de franchir la frontière espagnole. Il fait des allers et retours entre Foix et Toulouse, assurant des liaisons entre les Résistants des deux départements. En janvier 1944, il devient lieutenant Forces françaises de l'intérieur (FFI) dans le réseau Libérer et Fédérer. 

### Arrestation et exécution
Le 17 juin 1944, il est arrêté par la Gestapo à la suite de la dénonciation d'un certain « Vincent ». Il est ensuite incarcéré à la prison Saint-Michel à Toulouse.
Le 2 juillet 1944, Robert Borios est enfermé avec 702 résistants, dont 62 femmes, dans les wagons bétaillers du convoi du « train fantôme ». Le lendemain, le train, à destination du camp de concentration de Dachau, se dirige vers Bordeaux, la ligne vers Lyon ayant été détruite. Pris pour un convoi militaire, il est bombardé par l'aviation britannique en gare de Parcoul-Médillac, près d'Angoulême. La locomotive détruite, il y reste stationné cinq jours. Le train revient à Bordeaux le 9 juillet. Les prisonniers restent plus de soixante heures en gare Saint-Jean, enfermés près du dépôt des locomotives dans les wagons bétaillers, mais ravitaillés par le Secours national.
Dans la nuit du 12 au 13 juillet, les prisonniers sont, au bout d'une grande demi-heure de marche en rangs, entassés dans la synagogue de la ville, transformée par les autorités allemandes en annexe insalubre de la prison du Hâ. La Fête nationale y est hardiment célébrée par une harangue du militant socialiste Noël Peyrevidal, juché sur la tébah, puis une Marseillaise suivie d'un chahut. Le 29 juillet, dix prisonniers, Robert Borios, Joseph Uchsera, Noël Peyrevidal, Litman Nadler, étudiant émigré de Roumanie, le réfugié espagnol José Figueras Almeda, André Guillaumot, Meyer Rosner, Emilio Perin, Pierre Fournera et Albert Lautman, en sont extraits et conduits au fort du Hâ. Ils y rejoignent un groupe de 36 autres détenus, des maquisards qui ont été sélectionnés sur dossier par le Kommando IV de la Sicherheitspolizei de Bordeaux, KDS, que dirige le lieutenant S.S. Friedrich-Wilhem Dohse. Ils reçoivent chacun un carton « Zum Tode verurteilt ».
Le 31 juillet après midi, les condamnés sont emmenés au camp de Souge, qui se trouve à 25 kilomètres à l'ouest de Bordeaux, sur le territoire de la commune de Martignas-sur-Jalle, pour y être fusillés le soir-même avec deux autres prisonniers. L'officier de garde français refuse de former le peloton d'exécution, au prétexte que l'autorité dont émane l'ordre n'est pas mentionnée sur celui-ci. Le lendemain, 1er août, le chef du convoi, l'Oberleutnant de la Wehrmacht Baumgartner, ne réussit pas à rassembler les gendarmes mobiles et ce sont des sous-officiers de la Feldgendarmerie qu'il commande pour procéder à ce qui est, aux termes du chapitre II de la Convention de La Haye relatif aux prisonniers de guerre, un crime de guerre. Les condamnés, conduits à un des deux sites d'exécution, sont attachés chacun à son tour à un des dix poteaux. Les corps sont jetés dans des fosses déjà prêtes. Vingt-sept jours plus tard, Bordeaux est libérée.
Robert Borios est enterré dans le caveau familial au cimetière de Terre-Cabade à Toulouse.

## Famille
Robert Borios, marié à Yvonne Laulhé, divorcé peu de temps avant sa mort. Ils ont un fils unique, Pierre Borios (1938-2012).

## Décoration
- Médaille de la Résistance française (1946)[8]

## Hommages
- Le 30 novembre 1945, son nom est donné à une rue du quartier des Chalets – rue Robert-Borios – à Toulouse[9]
- Son nom est est gravé sur le mémorial de Martignas-sur-Jalle (Gironde)[1]
- Une plaque commémorative apposée en face du commissariat de Foix (Ariège) honore son action résistante[1]
- Son nom figure sur le mémorial du corps franc Pommiès[10], à Castelnau-Magnoac (Hautes-Pyrénées)[1]